# Роберт Тафт
Роберт Френсіс Тафт ТІ (англ. Robert Francis Taft S.J.; 9 січня 1932, Провіденс, Род-Айленд, США — 2 листопада 2018, Вестон, Массачусетс) — американський священик-єзуїт, богослов і літургіст, дослідник східно-християнських літургійних обрядів і традицій. У 1975—2002 роках — професор Папського східного інституту в Римі.

## Життєпис
Народився в багатій американській сім'ї, з якої вийшли кілька відомих американських політиків, а серед них президент США Вільям Говард Тафт. 14 серпня 1949 року вступив до новіціату Товариства Ісуса. Початкову духовну і академічну освіту здобув у Бостонському коледжі. У період т. зв. магістерки або регентства (після філософії), впродовж трьох років був викладачем у єзуїтському коледжі в Багдаді. 1959 року Тафт повернувся до США і продовжив навчання у Фордхемському університеті, де отримав ступінь магістра з російської мови. Висвячений на священика у візантійському обряді 7 червня 1963 року. Продовжив навчання в Папському східному інституті в Римі. Під керівництвом відомого єзуїта-літургіста Хуана Матеоса написав докторську дисертацію про Великий вхід під час Божественної літургії (захист 1970).
Професор Папського східного інституту в 1975—2002 роках, у 1995—2001 — його віце-ректор. З 1972 по 1976 рік був директором спеціалізованого журналу «Orientalia Christian Periodica», в 1987—2004 роках — редактором збірки «Orientalia Christiana Analecta». Консультор ватиканських дикастерій і Конгрегації Східних Церков, засновник «Societas Orientalium Liturgiarum».
1998 року митрополит Філадельфійський від імені Глави УГКЦ надав о. Тафтові титул митрофорного архимандрита. 2002 року подав у відставку з посади професора, а в 2011 році переїхав у єзуїтський пансіон в США, проте продовжував працювати над новими книгами.
Голова Ради старійшин центру Візантійських студій «Дамбартон Оукс», член-кореспондент Британської Академії наук, член багатьох наукових товариств та лауреат численних нагород, почесний доктор Українського католицького університету (2017).

## Публікації
Автор понад 800 наукових праць зі східної літургіки, в тому числі багатотомного дослідження «Історія літургії св. Івана Золотоустого».
- «The Liturgy of the Hours in East and West» (1986)
- «The Byzantine Rite: A Short History» (1999)
- «A History of the Liturgy of St. John Chrysostom» (6 томів), Orientalia Christiana Analecta, Rome, 1978—2008
- «A History of the Liturgy of St. John Chrysostom», Vol. II, The Great Entrance: A History of the Transfer of Gifts and Other Preanaphoral Rites (1975; 2-ге вид. 1978; 4 вид. (оновлене) 2004)
- «A History of the Liturgy of St. John Chrysostom»: Vol. III, Forthcoming
- «A History of the Liturgy of St. John Chrysostom»: Vol. IV, The Diptychs (1991)
- «A History of the Liturgy of St. John Chrysostom»: Vol. V, The Precommunion Rites (2000)
- «A History of the Liturgy of St. John Chrysostom»: Vol. VI, The Communion, Thanksgiving, and Concluding Rites (2008).

### Українські переклади
- «Візантійський обряд: Коротка історія» (Серія «Класики сучасного богослов'я») // перекл. з англ. Романа Скакуна. — Львів: Видавництво УКУ, 2011. — 136 с.
- «Богослуження часослова на Сході та Заході» // перекл. з англ. Дзвінки Бендик. — Львів: Свічадо, 2014. — 354 с.
- «Чи існує почитання Пресвятої Євхаристії на Християнському Сході? Заувага до жовтневого синоду 2005 р. на тему Євхаристії» // перекл. з англ. Оксани Бодак
- «Східне Католицьке богослов'я — чи існує воно? Роздуми того, хто його практикує» // перекл. з англ. Ренати Кивелюк. — Богословія. — Том 65. — Кн. 1-4 (2001).